# Ted Demme
Ted Demme pseudônimo de Edward Kern Demme (Nova York, 26 de outubro de 1963 - Santa Mônica, 13 de janeiro de 2002) foi um ator, produtor e cineasta estadunidense.
Era sobrinho do também  diretor Jonathan Demme.
Criou, dirigiu e produziu o programa Yo! MTV Raps, além de diversos filmes e algumas séries, até sua morte prematura em 2002. Durante um jogo de basquete com outras celebridades (incluindo o ator Michael Rapaport), Demme morreu de um ataque cardíaco, possivelmente relacionado à cocaína.